# Великие Нидерланды

Идея Единого нидерландоязычного государства Великие Нидерланды (возвращение к границам времён Объединённого королевства Нидерланды, 1815—1830 гг.)

Великие Нидерланды (нидерл. Grootneerlandisme) — идея максимального расширения территории Нидерландов на основе политического единства нидерландской нации по признаку этнической, культурной и языковой идентичности. Для обозначения всей территории нового государства иногда используется термин «Великие Нидерланды».

## История

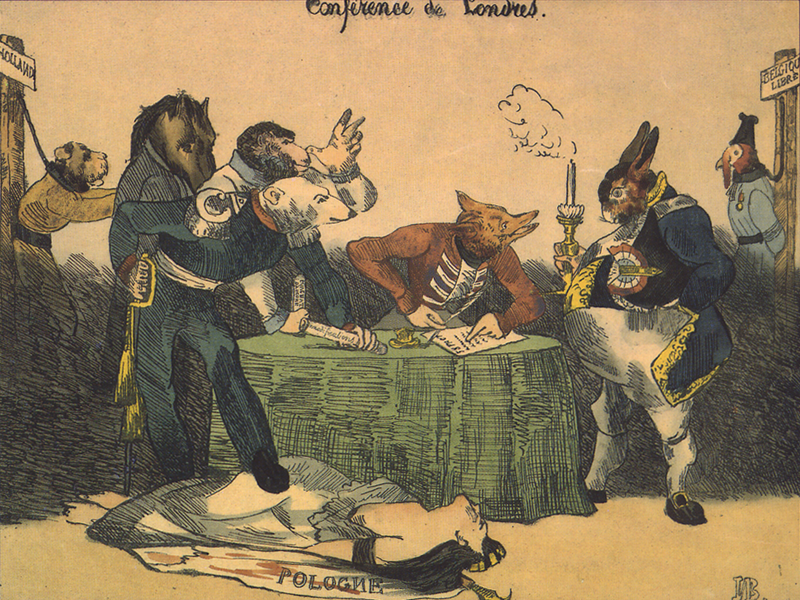
Карикатура Домье «Лондонская конференция»: Прикованный лев — Нидерланды, конь — Пруссия, медведь — Россия, обезьяна — Австрия, лисица — Британия, кролик — Франция, прикованный индюк — Бельгия, женщина на полу — Польша.

С 1815 по 1830 год территория современной Бельгии входила в состав Объединённого королевства Нидерландов. Современная Бельгия состоит из южных Нидерландов и Принц-Епископства Льеж. Последний никогда не был частью Нидерландов, Включение региона в состав королевства вызвало сопротивление среди части населения, особенно в франкоязычных областях. Льеж, крупнейший город Валлонии, исторически имел тесные связи с Францией, что порождало движения за присоединение к ней. Фламандцы считают себя частью голландской нации, а валлоны — нет (некоторые из них считают себя французами). Отношение к этим событиям в народе, нашло отображение в работе французского художника-графика, живописца — Оноре Домье. В своей карикатуре «Лондонская конференция», на создание Бельгии и раздел Нидерландов, он отобразил последних в виде прикованного льва (символ королевского дома Нидерландов). После Первой мировой войны, Бельгия присоединила ряд немецких муниципалитетов, где, несмотря на государственную политику, немецкий по-прежнему является доминирующим языком. На данный момент, эти муниципалитеты не хотят ни создавать независимую Валлонию, ни становиться частью Франции. Они допускают возвращение в состав Германии, либо же вход в состав Люксембурга. С последним, также не всё так просто. Исторически, его территория, как и Фландрия, была частью Южных Нидерландов. Когда в 1831 году была образована Бельгия, Люксембург предпочел оставаться верным королю Виллему I в Нидерландах. В порядке компромисса, Люксембург был разделен в 1839 году, где восточная часть стала независимым государством под руководством Нидерландского короля. И только в 1890 году, в результате прерывания правящей мужской линии Дома Оранье-Нассау, Люксембургом начали править собственные монархи. В наше время, в Люксембурге ведутся разговоры о возвращении под протекторат Королевства Нидерланды.
Отношение к Бельгии как к государству выразил американский президент Франклин Делано Рузвельт:
«В Бельгии существуют две общины. Одни называются валлонцами и говорят на французском, остальные называются фламандцами и говорят на своего рода нижненемецком. Они не могут жить вместе. После войны мы должны сделать два государства, одно известное как Walloonia и другое как Flamingia, и мы должны объединить Люксембург с Flamingia. Что вы на это скажете?»
Президент США Франклин Делано Рузвельт, к Оливеру Литтлтону, британский военный кабинет, 1942 год"

## Варианты

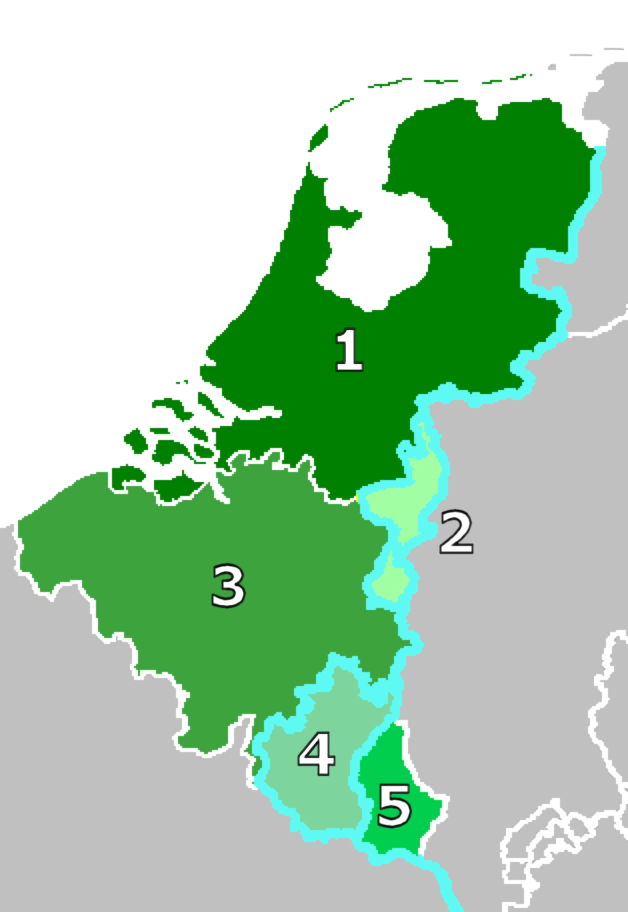
Раздел территорий после 1839 года: Нидерланды (1) и Герцогство Лимбург (2), Бельгия (3) и провинция Люксембург (4), Великое Герцогство Люксембург (5)

Один из вариантов включает в себя объединение Нидерландов и Фландрии. Это объединение могло бы быть унитарным государством, федерацией или конфедерацией. Поскольку этот сценарий объединит весь нидерландский народ, для обозначения всей территории нового государства иногда используется термин «Dietsland» (в Средние Века самоназвание языка жителей Нидерландов и Фландрии было Diets, откуда и произошло английское Dutch). Другой вариант предполагает восстановление нидерландской королевской династии Оранских в «Великих Нидерландах».
Есть две версии данной идеи:
1. Логическая: Нидерланды и Фландрия в едином государстве (федерации, конфедерации, союзе)
2. Империалистическая (80-е годы XX века): Нидерланды и Фландрия, Бельгия, Люксембург и Нор-Па-де-Кале.

## Идеология

Исторический флаг Нидерландов

В более узком смысле идея «Великих Нидерландов» - стремление к объединению Нидерландов и Фландрии. Данная идеология опирается на тот факт, что нидерландцы и нидерланоязычные бельгийцы (известные как фламандцы) имеют общую историю, культуру и язык. Она подчёркивает, что новое государство, объединяющее большинство нидерландских земель в Европе, позволит создать более мощный политический и экономический блок. Её сторонники, особенно в многоязычной Бельгии, также выступают за это, поскольку считают, что одно государство окажется менее бюрократизированным и более эффективным. Союз с Фландрией в Нидерландах не включён в повестку дня какой-либо политической партии и не обсуждается на самом высшем уровне. Опрос свидетельствует о том, что 2/3 населения приветствуют союз с Фландрией. Ввиду трудностей, возникших при формировании правительства после выборов 2007 года в Бельгии, вероятность отделения Фландрии от Бельгии становится больше, чем раньше. В Бельгии существуют политические силы, выступающие за объединение с Нидерландами.
Термин «Великие Нидерланды» также связан с крайне правыми фашистскими организациями в Нидерландах и Бельгии, идеология и некоторые из её символов для достижения своих собственных целей в ходе Второй мировой войны. Отдельные политики выразили свою поддержку этой конкретной идеологии.
Общее наполнение проекта:
Ирредентистское движение, имеющее несколько измерений:
1. объединение Нидерландов и Фландрии. Это объединение могло бы быть унитарным государством, федерацией или конфедерацией. Поскольку этот сценарий объединит весь нидерландский народ.
2. империалистическое объединение: Нидерланды и Фландрия, Бельгия, Люксембург и Нор-Па-де-Кале.
3. восстановление нидерландской королевской династии Оранских в «Великих Нидерландах».